# Szkoła naddunajska

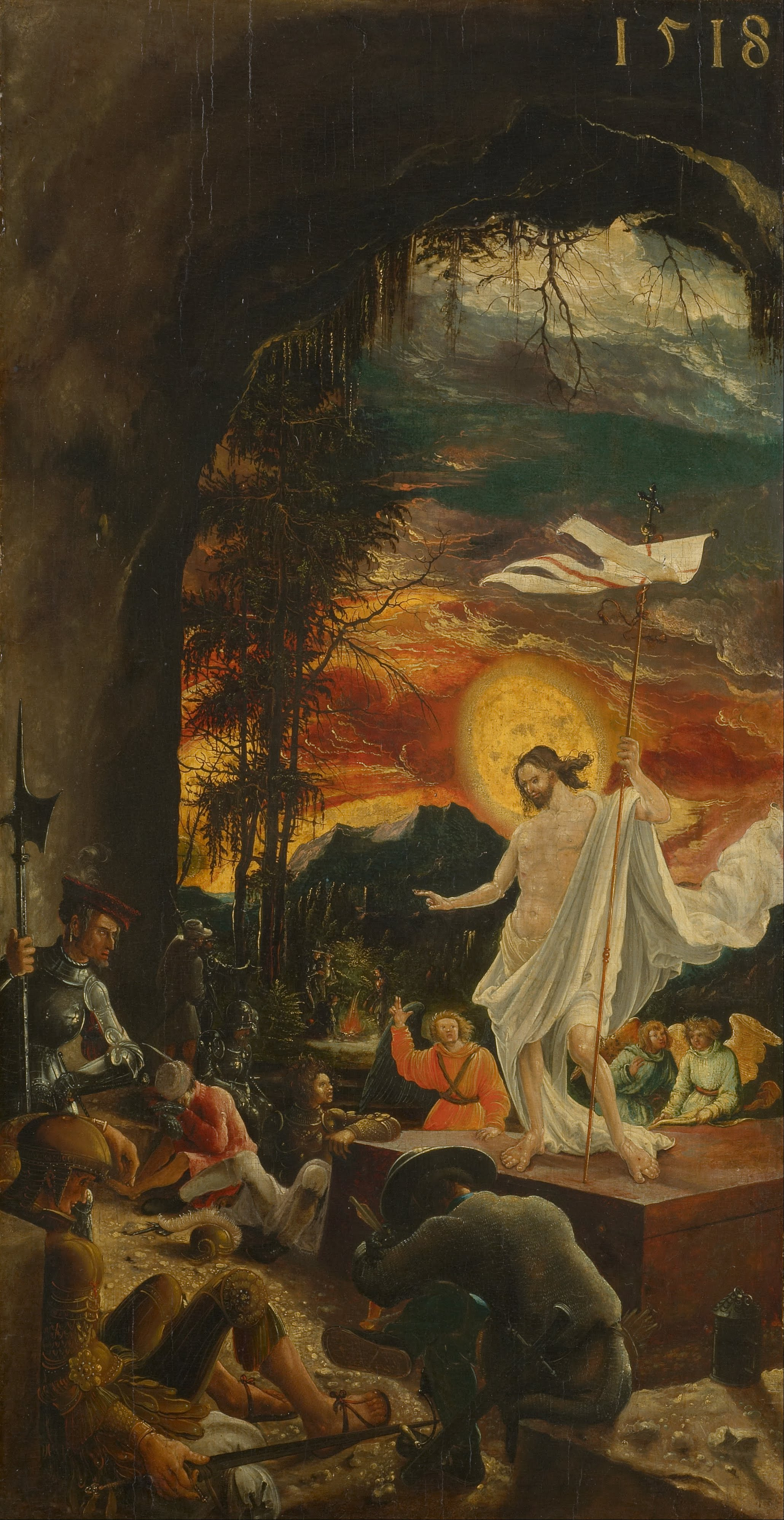
Albrecht Altdorfer, Zmartwychwstanie Chrystusa (fragment Ołtarza Świętego Floriana), 1518, Muzeum Historii Sztuki w Wiedniu

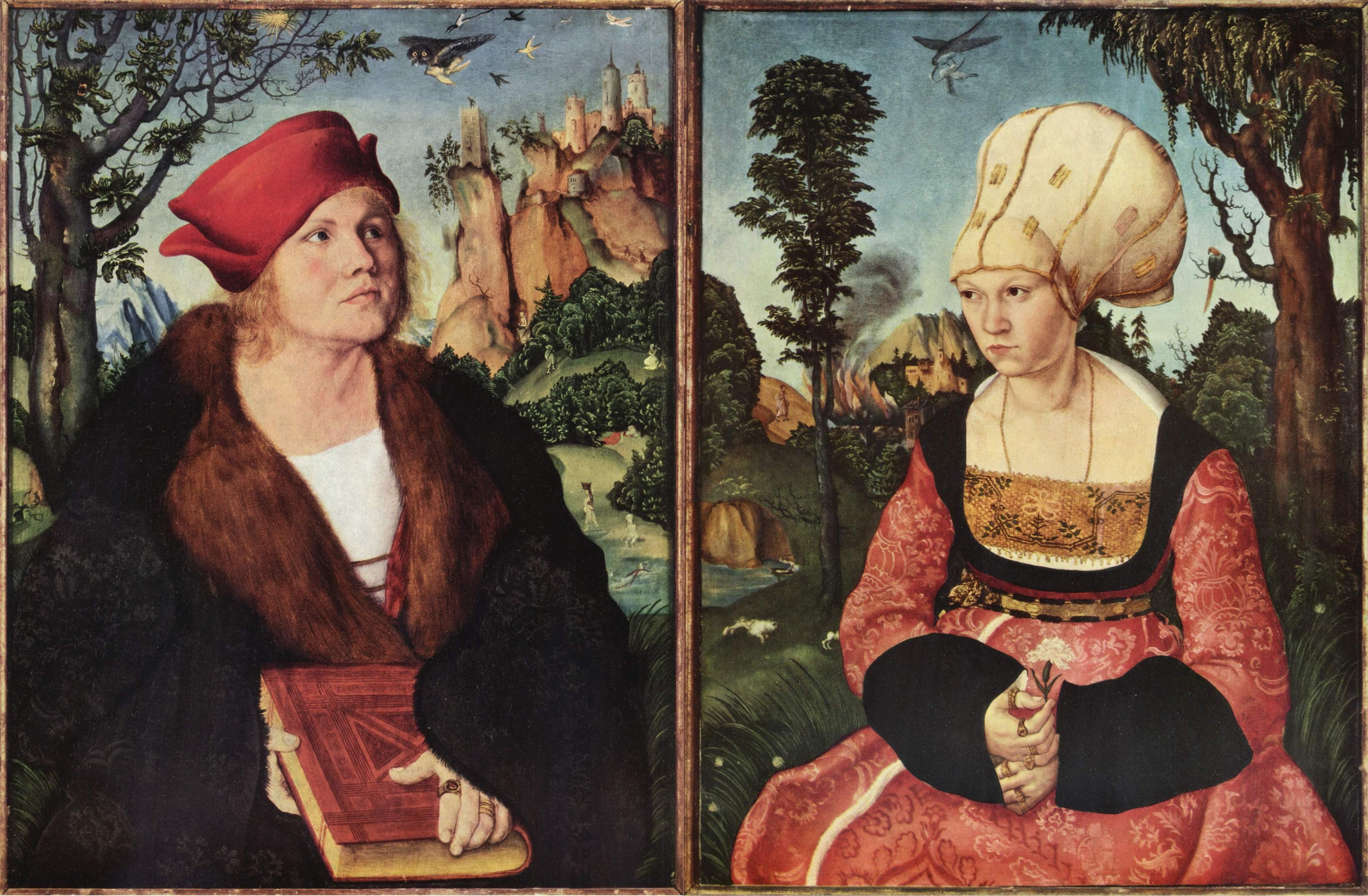
Lucas Cranach Starszy, Portret Johannesa i Anny Cuspinianów, około 1502-1503 roku, Winterthur, Am Römerholz

Szkoła naddunajska,  szkoła dunajska lub styl dunajski (niem. Donauschule, Donaustil) - pod tym pojęciem rozumie się grupę malarzy działających około 1500-1530/40 na terenach południowych krajów historycznej Rzeszy (głównie Bawaria, Austria) położonych w dolinie Dunaju. Wytworzyli charakterystyczny styl łączący tradycje malarstwa schyłkowego gotyku z wczesnym i dojrzałym renesansem. Zasadniczą cechą jest położenie nacisku na naturę, przyrodę i krajobraz, które w przedstawieniach figuralnych nie stanowią jak dotąd podrzędny, lecz równorzędny, a nawet nadrzędny element kompozycji malarskiej. Oprócz malarstwa tablicowego i sztalugowego, cechy te preferowano także w rysunku i grafice.
Szkołę naddunajską reprezentują m.in. Albrecht Altdorfer (warsztat w Ratyzbonie), Nikolaus Kirberger, Lucas Cranach Starszy (okres wiedeński), Wolf Huber (tworzący w Pasawie), Jörg Breu (starszy) (działający w Krems). Ważnymi ośrodkami sprzyjającymi rozwojowi szkoły naddunajskiej były także klasztory, głównie w Zwettl, Sankt Florian, Melku czy Klosterneuburgu.
Malarstwo szkoły naddunajskiej charakteryzuje się przede wszystkim wnikliwą obserwacją natury oraz traktowaniem człowieka jako integralnej części przyrody. Krajobraz charakteryzuje się nowożytnym zmysłem obserwacji, wyczuciem perspektywy, światła i przestrzeni oraz swoistą ekspresją i nastrojem. Pejzaż jest najczęściej fikcyjny, jednakże jego składniki są efektem wnikliwej obserwacji natury oraz studyjnych szkiców, rysunków poszczególnych detali. 
Szkoła naddunajska stanowi kluczowe ogniwo w kształtowaniu się autonomicznego malarstwa pejzażowego, jednakże wciąż przeważa tematyka tradycyjna, typowa dla późnego gotyku i wczesnego renesansu. W krajobrazową scenerię wpisywano nie tylko wątki biblijne (np. Święty Hieronim, Ukrzyżowanie i Odpoczynek w czasie ucieczki do Egiptu Lucasa Cranacha Starszego, Modlitwa św. Bernarda i Ołtarz z Aggsbach Jorga Breu, Ołtarz Św. Floriana Albrechta Altdorfera), wizerunki i portrety (Portrety dr Johannesa i Anny Cuspinianów Lucasa Cranacha Starszego), lecz także kształtujące się wówczas wątki historyczne (Bitwa Aleksandra Wielkiego Albrechta Altdorfera) i rodzajowe (Pejzaż z drwalem Altdorfera, Polowanie na dzika Ruelanda Frueaufa Starszego). Niemniej pojedyncze obrazy, grafiki i rysunki ukazujące wyłącznie krajobraz stanowiły nieodłączny element oeuvre twórców szkoły naddunajskiej czego przykładem są m.in. rysunek Dolina Dunaju koło Krems Wolfa Hubera, Krajobraz naddunajski pędzla Albrechta Altdorfera, etc. Dzieła te są zaliczane jako pierwsze w dziejach sztuki samodzielne pejzaże. 
Pojęcie "styl dunajski" (Donaustil) będące synonimem szkoły naddunajskiej po raz pierwszy zostało wylansowane w 1892 przez Theodora von Frimmla w recenzji dysertacji o Albrechcie Altdorferze pióra berlińskiego historyka sztuki Maxa Jakoba Friedländera.

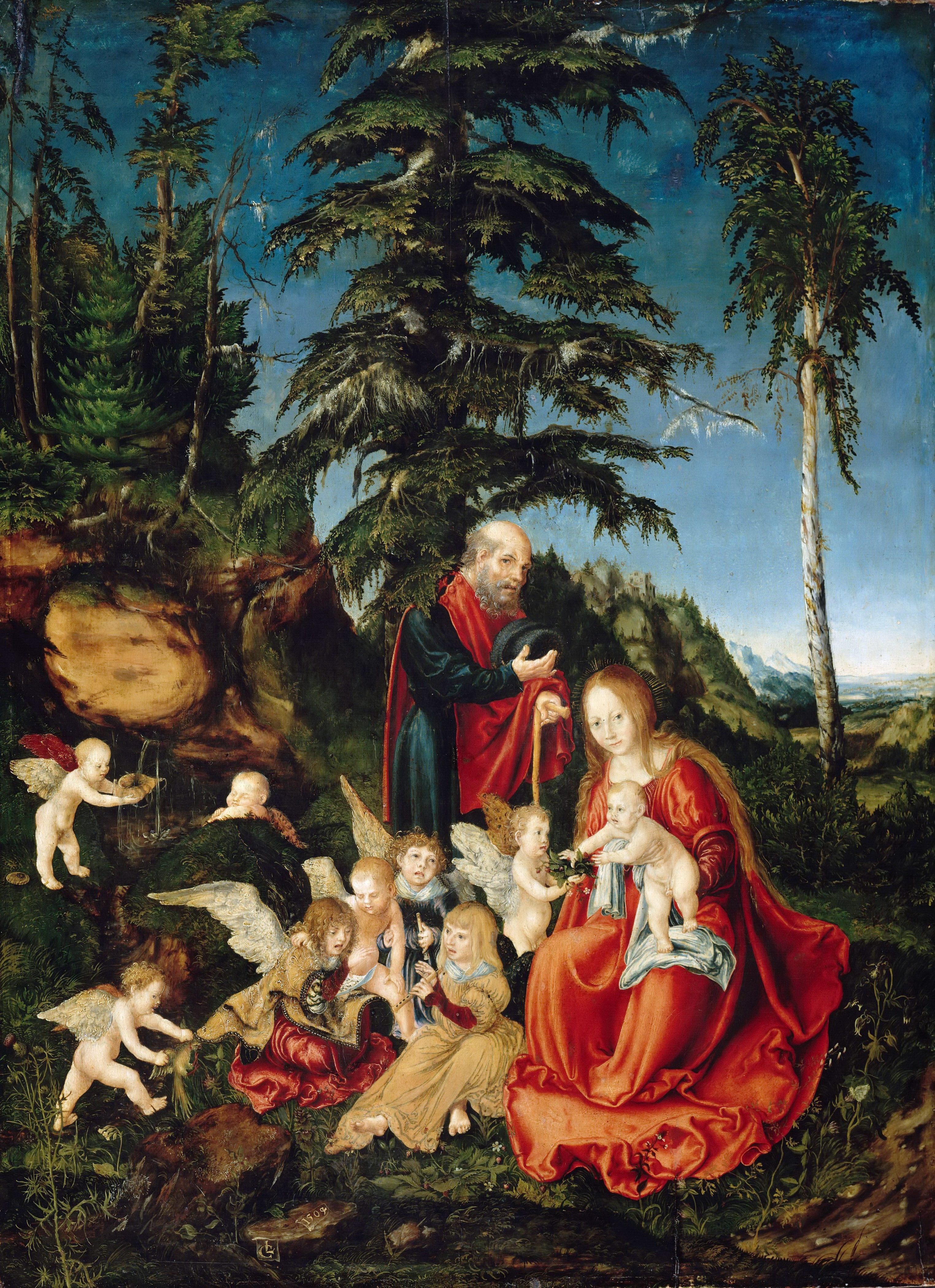
Lucas Cranach Starszy, Odpoczynek w drodze do Egiptu, 1504, Berlin-Kulturforum, Galeria Obrazów
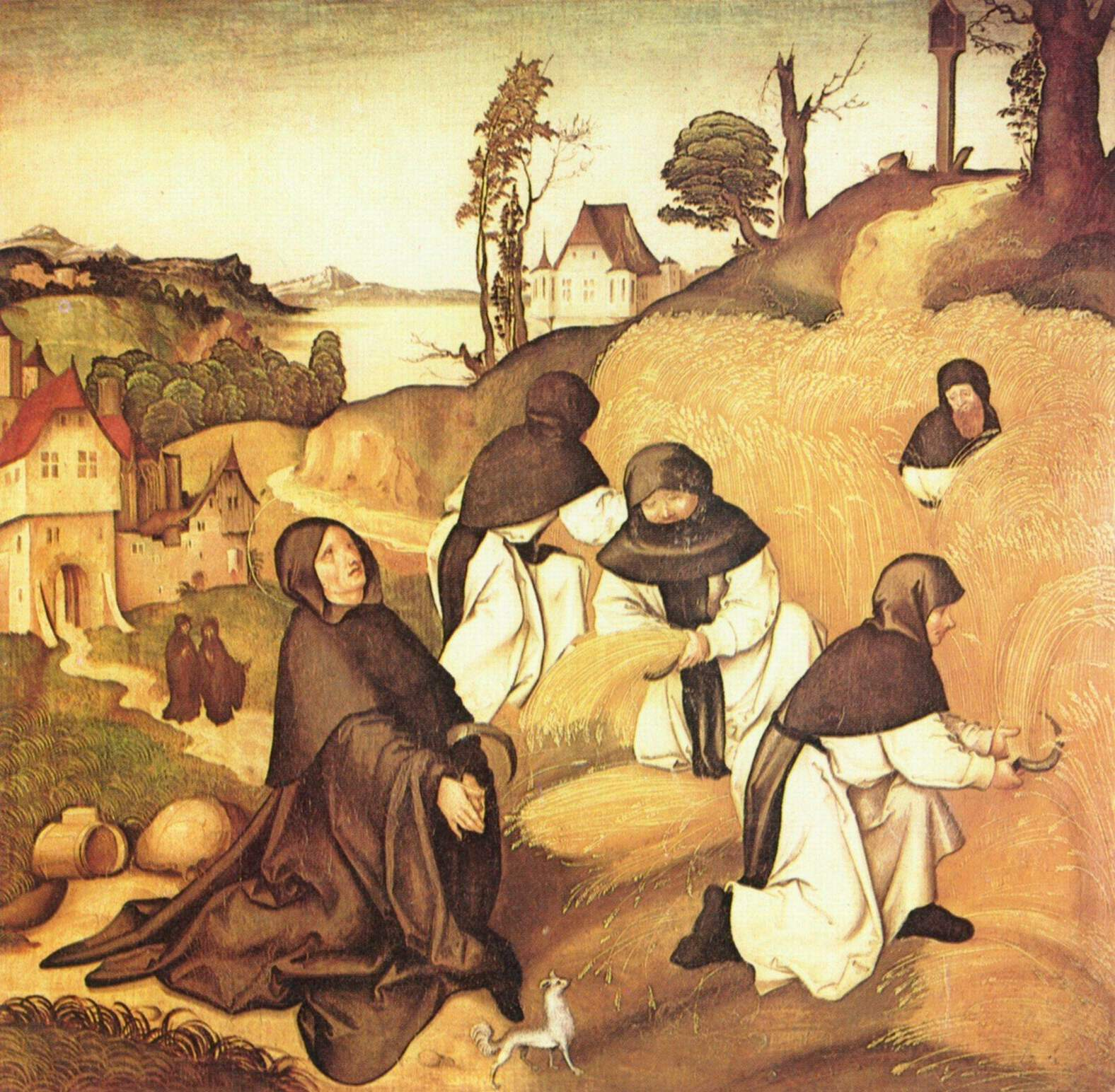
Jörg Breu Starszy, Ołtarz św. Bernarda (fragment), 1500, Zwettl, Opactwo Cystersów
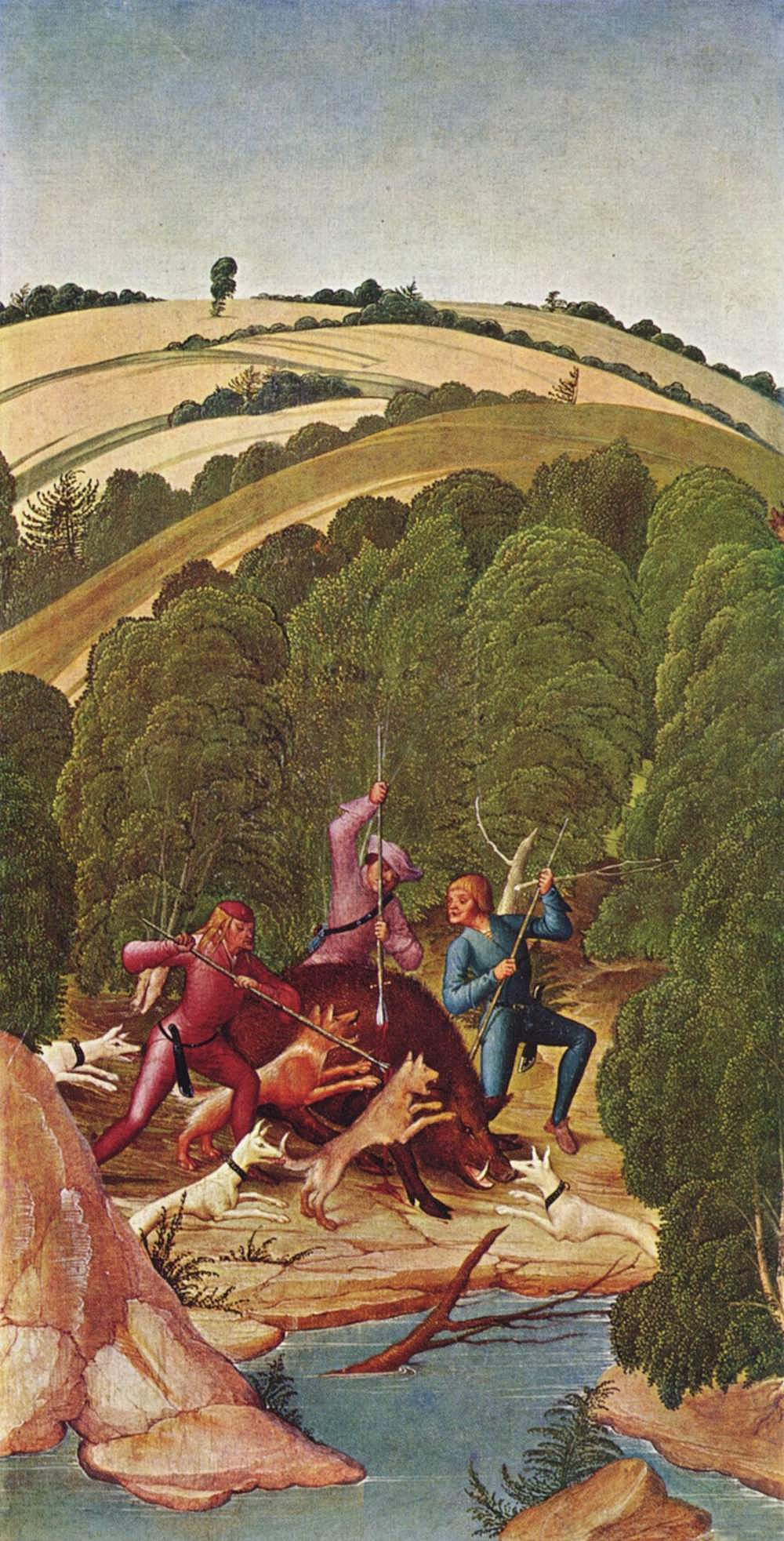
Rueland Frueauf Młodszy, Polowanie na dzika 1506, Klosterneuburg (k. Wiednia), Muzeum Klasztorne
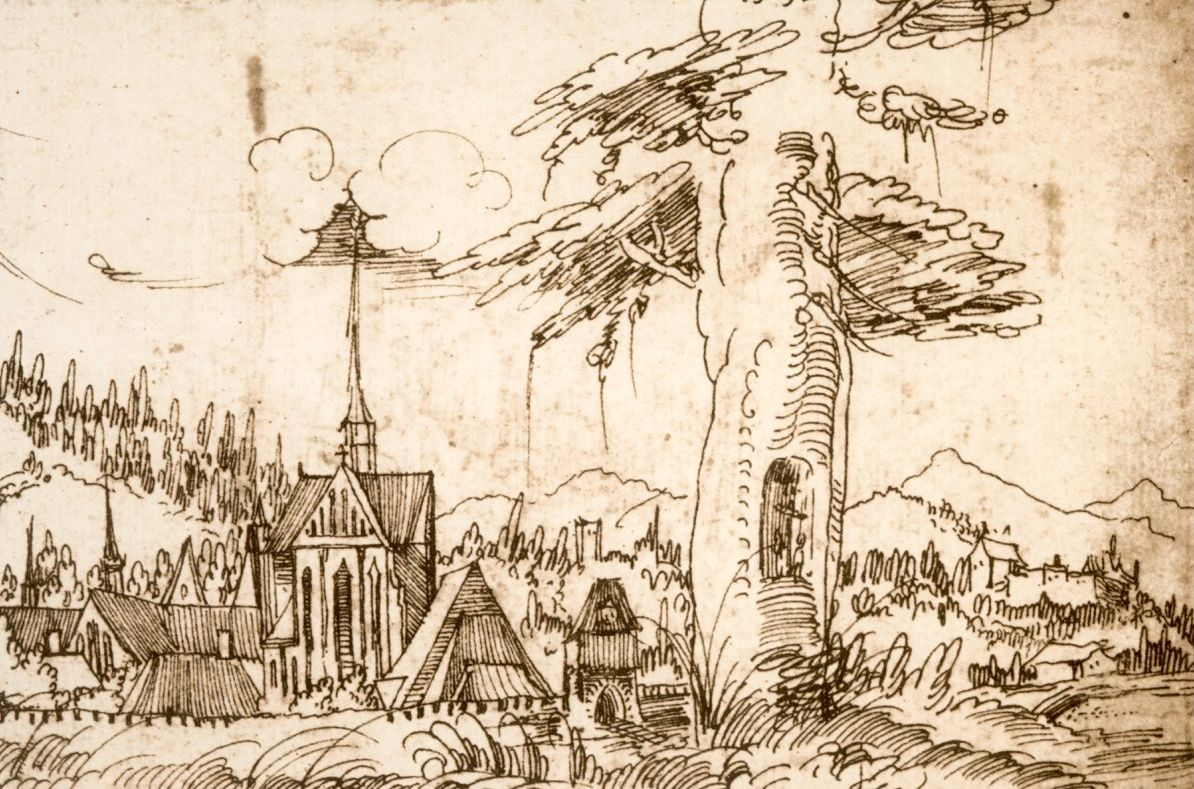
Augustin Hirschvogel, Opactwo w Salem 1536, Muzeum Brytyjskie

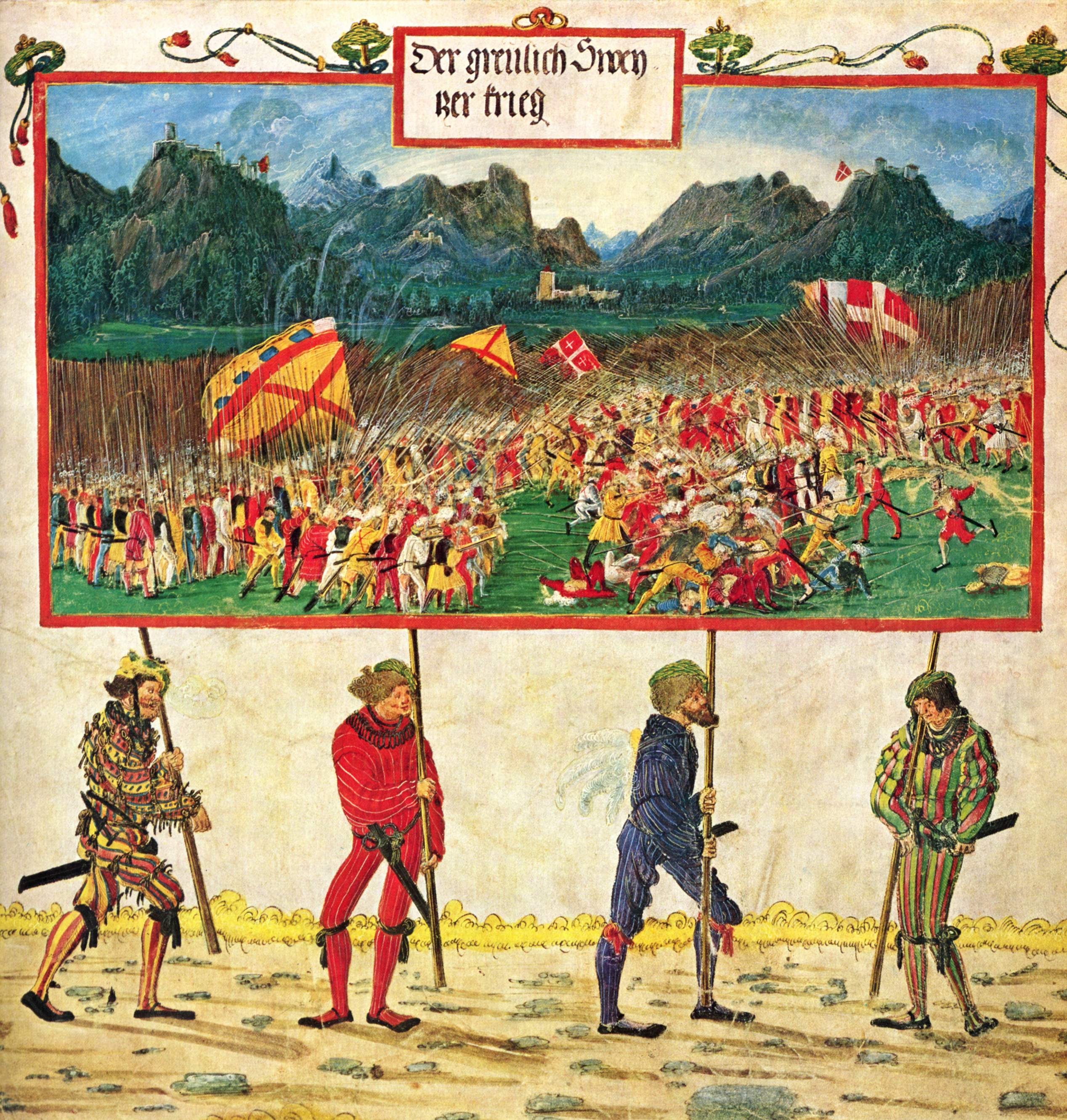
Albrecht Altdorfer, Marsz triumfalny cesarza Maksymiliana I. Fragment z przedstawieniem Wojny Szwajcarskiej, około 1513-1515, Wiedeń, Albertina
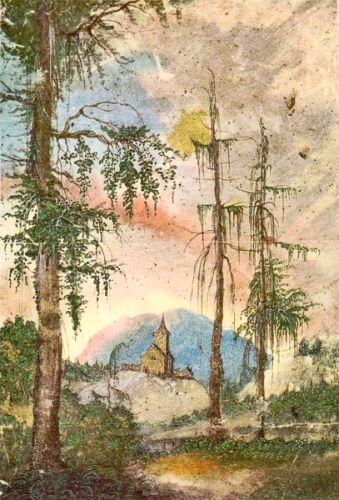
Albrecht Altdorfer, Krajobraz z kościołem, 1522, Rotterdam, Museum Boijmans Van Beuningen
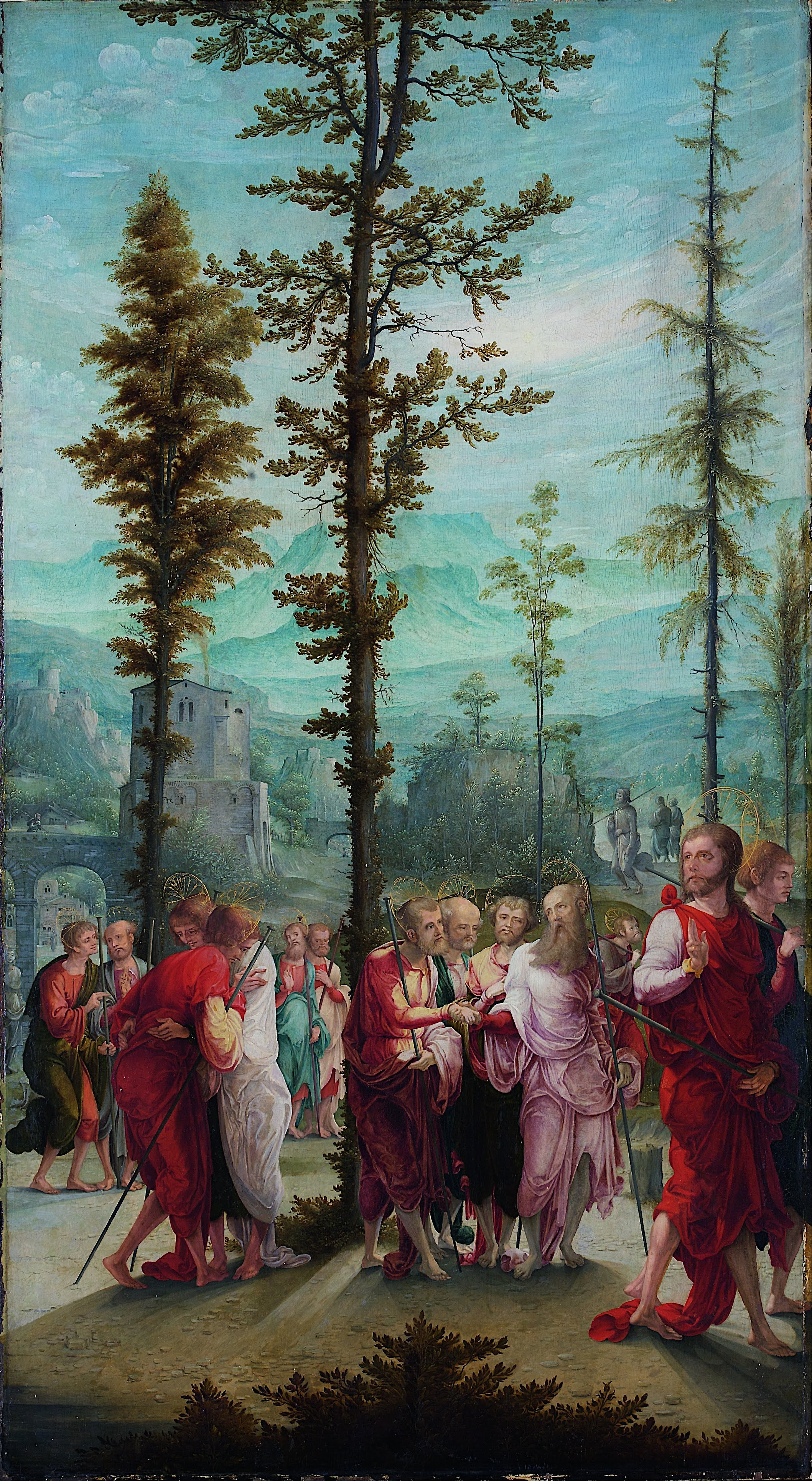
Szkoła Wolfa Hubera, Rozesłanie Apostołów, 1 połowa XVI wieku, Düsseldorf-Ehrenhof, Pałac Sztuki
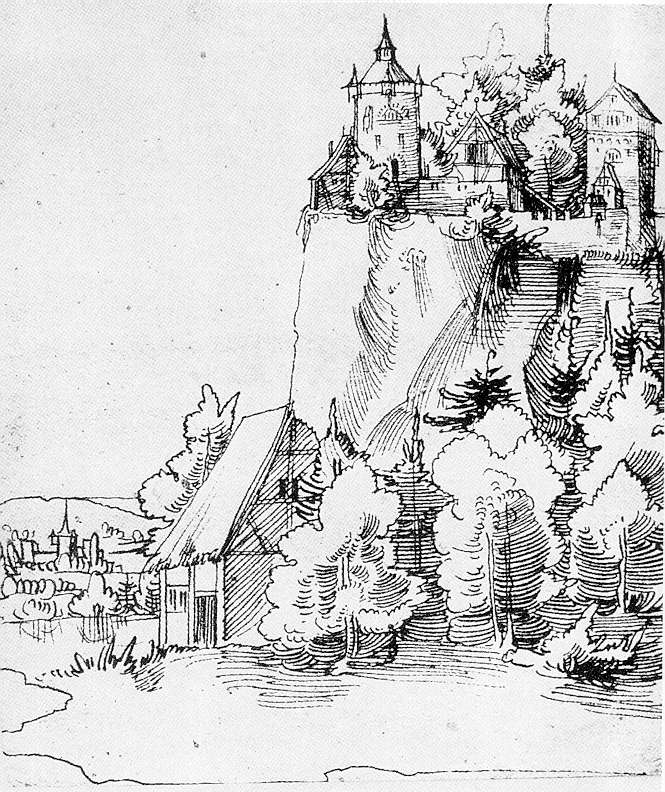
Wolf Huber, Krajobraz z zamkiem, ok. 1440, Wolfegg, Książęca Kolekcja Grafiki